# بدء تشغيل ويندوز
عملية بدء تشغيل ويندوز هي عملية يتم بها تهيئة سلسلة من أنظمة تشغيل مايكروسوفت ويندوز.

## ويندوز المبني على دوس

### ويندوز 1.إكس/2.إكس
في إصدارات ويندوز من 1.01 إلى ويندوز/386, يتم تحميل النظام عندما يتم تنفيذ WIN.COM حينها يتم تحميل  WIN100.BIN أو WIN200.BIN و WIN100.OVL أو WIN200.OVL,بالتزامن مع ملف إعدادات النظام WIN.INI. الصَدَفة الافتراضية هي MS-DOS Executive.
إن الوحدات GDI.EXE, KERNEL.EXE و USER.EXE والخطوط ومختلف أدوات الأجهزة (مثلCOMM.DRV, MOUSE.DRV, KEYBOARD.DRV) غير متوافقة مع WIN100.BIN/WIN200.BIN و WIN100.OVL/WIN200.OVL.

### ويندوز 3.إكس/9إكس
إنّ مرحلة مُحَمِّل الإقلاع في Windows 3.x و 95/98/ME, مُنجزة من قبل MS-DOS. خلال مرحلة الإقلاع, CONFIG.SYS و AUTOEXEC.BAT يتم تنفيذهم بالتزامن مع ملفات تكوين الإعدادات WIN.INI و SYSTEM.INI. كذلك يتم تحميل أدوات الأجهزة الافتراضية خلال عملية بدء التشغيل: يتم تحميلهم غالباً من مُسجِّل النظام (registry) (HKLM\System\CurrentControlSet\Services\VxD) أو من ملف SYSTEM.INI .
عندما يتم تحميل جميع ملفات تكوين النظام وأدوات الأجهزة يتم معهم تحميل وحدات ال 16 بت, KRNL386.EXE, GDI.EXE, و USER.EXE, من ثم ملفات ال 32 بت (KERNEL32.DLL, GDI32.DLL, و USER32.DLL) . تقوم رسالة الخادم VxD  (MSGSRV32)  بتشغيل ملف  MPREXE.EXE والمسؤول عن تحميل عميل تسجيل دخول الشبكة (مثل عميل شبكات مايكروسوفت).
عندما يقوم المستخدم بتشجيل الدخول لويندوز، يتم تشغيل صوت بدء التشغيل، ويتم تحميل الصَدَفة(غالباً EXPLORER.EXE) من قسم الإقلاع [boot] لملف SYSTEM.INI , ويتم تحميل أدوات بدء التشغيل.

## ويندوز فيستا
إنّ تسلسل الإقلاع في ويندوز فيستا يختلف عن أي إصدار سابق يستخدم نواة NT . يُدعى مُحَمِّل الإقلاع في ويندوز فيستا بـ winload.exe ، ويتم استدعاءه من قبل مدير إقلاع ويندوز. 